# Semampir (Pituruh)
Semampir is een bestuurslaag in het regentschap Purworejo van de provincie Midden-Java, Indonesië. Semampir telt 386 inwoners (volkstelling 2010).